# Općina Mirna
Mirna (slo. Občina Mirna) je općina u Dolenjskoj, u središnjoj Sloveniji. Ustrojena je 2011. godine.

## Zemljopis
Nastala je izdvajanjem iz općine Trebnje. Nalazi se u Mirnskoj dolini istoimene rijeke, desne pritoke Save. Na sjeveru graniči s općinom Šentrupert, na jugu s Trebnjom, na zapadu s Litijom, a na istoku s općinom Mokronog-Trebelno.
Administrativno središte općine je naselje Mirna.

## Naselja u općini
U općini se nalaze 22 naselja:
Brezovica pri Mirni, Cirnik, Debenec, Glinek,  Gomila, Gorenja vas pri Mirni, Migolica, Migolska Gora, Mirna, Praprotnica, Ravne, Sajenice, Selo pri Mirni, Selska Gora, Stan, Stara Gora, Ševnica, Škrjanče, Trbinc, Volčje Njive, Zabrdje, Zagorica.

## Vanjske poveznice
- Službena stranica općine Mirna